# Yordano Ventura
Yordano Ventura Hernandez (Samaná, 3 de junio de 1991-Juan Adrián, 22 de enero de 2017) fue un jugador de béisbol dominicano. Jugó como lanzador para los Kansas City Royals de las Grandes Ligas de Béisbol desde 2013 hasta 2016. En República Dominicana pertenecía al equipo de las Águilas Cibaeñas.

## Primeros años
Nació el Chupeta. En su juventud fue trabajador de la construcción, hasta que se incorporó a la academia de los Kansas City Royals en 2008 con un contrato de 28.000 dólares.

## Carrera Profesional

### Ligas Menores
En 2011 jugó en la Midwest League (clase A). En 2012 jugó en la Carolina Leagu0 (clase A avanzada) y luego en la Texas League (clase AA). En 2013 jugó en la Texas League y posteriormente en la Pacific Coast League (clase AAA). 

### Grandes Ligas
Debutó en las Grandes Ligas el 17 de septiembre de 2013. En la temporada regular 2014, Ventura tuvo una efectividad de 3,20. En el sexto partido de la Serie Mundial, Ventura lanzó en siete entradas sin recibir carreras, forzando un séptimo partido.
Para la temporada 2015, Ventura firmó un contrato con los Royals por cinco años y 23 millones de dólares ya que era para muchos un futuro As. En abril, Ventura fue suspendido por siete partidos tras una serie de altercados con jugadores rivales. Culminó la temporada regular con una efectividad de 4,08, y en la postemporada su efectividad subió a 6,43.
En la temporada 2016, Ventura tuvo otro altercado en un partido ante los Baltimore Orioles, por el que fue suspendido por ocho partidos. Culminó la temporada con una efectividad de 4,45.

## Muerte
Ventura tuvo un siniestro vial en la ciudad de Juan Adrián, al volcar su camioneta en una curva, que le causó la muerte.